# Середня Ріка
Сере́дня Рі́ка — річка в Українських Карпатах, у межах Рахівського району Закарпатської області. Ліва притока Шопурки (басейн Тиси).

## Опис
Довжина Середньої Ріки 27 км, площа басейну 114 км². Долина V-подібна, подекуди має вигляд ущелини; ширина долини — до 300 м. Річище слабо звивисте, порожисте, помірно розгалужене, є острови; ширина річища у пониззі — до 40 м. Похил річки 42 м/км. Береги на окремих ділянках укріплені. Характерні паводки.

## Розташування
Бере початок на південних схилах головного хребта масиву Свидовця (між горами Унгаряска і Догяска), на північ від смт Кобилецька Поляна. Тече на південь і (частково) південний захід паралельно до річок Мала Шопурка і Косівська. Впадає до Шопурки в межах смт Кобилецька Поляна.
Притоки: Зиндин (ліва) та невеликі потічки.